# Праздники Антигуа и Барбуды
Праздники Антигуа и Барбуды — официально установленные в Антигуа и Барбуде праздничные, памятные дни.

## Официальные праздники
| Дата                                       | Название                            | Название на английском | Примечания |
| ------------------------------------------ | ----------------------------------- | ---------------------- | --- |
| 1 января                                   | Новый год                           | New Year’s Day         | Если 1 января — воскресенье, то государственный праздник второго января. |
| За два дня до Пасхи                        | Великая пятница                     | Good Friday            | |
| Через день после Пасхи                     | Пасхальный понедельник              | Easter Monday          | |
| Первый понедельник мая                     | День труда                          | Labour Day             | Праздник отмечается пением, танцами и бесплатным транспортом в местах проведения праздников.                                                                                        |
| 50 дней после Пасхи                        | Духов день                          | Whit Monday            | |
| Первый понедельник августа                 | Августовский понедельник (карнавал) | August Monday          | |
| Вторник после первого понедельника августа | Августовский вторник                | August Tuesday         | |
| 1 ноября                                   | День независимости                  | Independence Day       | Отмечается в следующий понедельник, если 1 ноября приходится на субботу или воскресенье. Часто ассоциируется с парадом, вручением наград и национальной продовольственной ярмаркой. |
| 9 декабря                                  | День Героев Отечества               | Heroes' Day            | Иногда его называют Днём героев. Отмечается выступлениями и семейными посиделками.                                                                                                  |
| 25 декабря                                 | Рождество                           | Christmas Day          | Если 25 декабря выпадает на субботу или воскресенье, то 27 декабря (тогда понедельник или вторник) является государственным праздником.                                             |
| 26 декабря                                 | День подарков                       | Boxing Day             | |

## Изменчивые даты
- 2021
  - Пасха — 4 апреля[4]
  - День труда — 3 мая
  - Духов день — 24 мая[5]
  - Августовский понедельник — 2 августа
- 2022
  - Пасха — 17 апреля[4]
  - День труда — 2 мая
  - Духов день — 6 июня[5]
  - Августовский понедельник — 1 августа

- 2023
  - Пасха — 9 апреля[4]
  - День труда — 1 мая
  - Духов день — 29 мая[5]
  - Августовский понедельник — 7 августа
- 2024
  - Пасха — 31 марта[4]
  - День труда — 6 мая
  - Духов день — 20 мая[5]
  - Августовский понедельник — 5 августа
- 2025
  - Пасха — 20 апреля[4]
  - День труда — 5 мая
  - Духов день — 9 июня[5]
  - Августовский понедельник — 4 августа
- 2026
  - Пасха — 5 апреля[4]
  - День труда — начало мая
  - Духов день — 25 мая[5]
  - Августовский понедельник — начало августа
- 2027
  - Пасха — 28 марта[4]
  - День труда — 4 мая
  - Духов день — 17 мая[5]
  - Августовский понедельник — 3 августа
- 2028
  - Пасха — 16 апреля[4]
  - День труда — 1 мая
  - Духов день — 5 июня[5]
  - Августовский понедельник — 7 августа
- 2029
  - Пасха — 1 апреля[4]
  - День труда — 1 мая
  - Духов день — 21 мая[5]
  - Августовский понедельник — 7 августа